# Baltutlämningen (film)
Baltutlämningen är en svensk dramafilm från 1970 i regi av Johan Bergenstråhle. Filmen är baserad på Per Olov Enquists dokumentärroman Legionärerna från 1968. Denna bygger på en verklig händelse, den så kallade Baltutlämningen, vid andra världskrigets slut. Den premiärvisades på Röda Kvarn i Stockholm den 30 september 1970.
Vid den sjätte internationella filmfestivalen i Chicago hösten 1970 belönades filmen med en Gold Hugo och manuskriptet belönades med ett särskilt kritikerpris. Trots detta blev filmen ett publikfiasko, med endast 26 000 biobesökare i Sverige.

## Rollista i urval
| Bo Brundin        | – Dr Elmars Eichfuss-Atvars, balternas ledare      |
| Yrjö Tähtelä      | – löjtnant Oscars Lapa                             |
| Knut Blom         | – löjtnant Alksnis                                 |
| Kristina Dzilums  | – en baltisk kvinna på besök i lägret              |
| Anneli Sauli      | – en baltisk kvinna på besök i lägret i Havdhem    |
| Karlis Branke     |                                                    |
| Austris Grassis   |                                                    |
| Andris Grinsberg  |                                                    |
| Modris Gross      |                                                    |
| Raimonds Krastins |                                                    |
| Gunars Pavuls     | – den lettiske löjtnanten som rider på en vit häst |
| Jonny Quantz      |                                                    |
| Sten Heckscher    |                                                    |
| Helge Skoog       | – skådespelare                                     |
| Jan Bergquist     | – skådespelare                                     |